# Gmina Zwoleń
Die Gmina Zwoleń ist eine Stadt-und-Land-Gemeinde im Powiat Zwoleński der Woiwodschaft Masowien in Polen. Sitz des Powiats und der Gemeinde ist die gleichnamige Stadt mit etwa 7700 Einwohnern.

## Gliederung
Zur Stadt-und-Land-Gemeinde (gmina miejsko-wiejska) gehören neben der Stadt Zwoleń folgende 28 Ortschaften mit einem Schulzenamt:
Atalin
Barycz
Filipinów
Helenówka
Jasieniec-Kolonia
Jasieniec Solecki
Jedlanka
Józefów
Karolin
Koszary
Linów
Ługi
Męciszów
Mieczysławów
Mostki
Niwki
Osiny
Paciorkowa Wola Nowa
Paciorkowa Wola Stara
Podzagajnik
Strykowice Błotne
Strykowice Górne
Strykowice Podleśne
Sycyna Południowa
Sydół
Wólka Szelężna
Zielonka Nowa
Zielonka Stara
Weitere Orte der Gemeinde sind:
Barycz Stara
Barycz-Kolonia
Bożenczyzna
Celestynów
Cyganówka
Drozdów
Helenów
Karczówka
Kopaniny
Linów (leśniczówka)
Melanów
Michalin
Miodne (osada leśna)
Motorzyny (gajówka)
Motorzyny (leśniczówka)
Ostrowy
Pałki
Podlinówek
Sosnowica
Sycyna-Kolonia
Sycyna Północna
Szczęście
Wacławów
Wacławów (gajówka)
Zastocze